# ジェレミー・アダムズ
ジェレミー・アダムス（Jeremy Adams、1604年（1605年？） - 1683年10月11日）、生名ジェレマイア・アダムス（Jeremiah Adams）は、コネチカット州、ハートフォードの最初の入植者の1人であった人物。「ジェレマイアズ・ファーム（Jeremiah's Farme）」の名前で知られる、自身の所有地に設立されたコネティカット州コルチェスター（Colcheste）の建設を行い、同地域の最初の創設者となった。

## アメリカへ
1600年代、イングランドに生まれたジェレミーは、1633年にアメリカに渡り、最初にニューイングランドはマサチューセッツ州、ブレーンツリーに到る。ジェレミーはトマス・フッカー（Thomas Hooker）という牧師に同伴する形で植民地に来訪した一団の1人であり、1635年にはマサチューセッツ州のケンブリッジで自由市民（Freeman）になる。1636年、フッカーとともにコネチカット州ハートフォードに移り住み、同地域の入植地の最初の所有者の一人となった。
1638年4月5日、キャプテン・メイソン（Captain Mason）とともに、インディアンのワラノク族（Warranocke）への探検に派遣され、トウモロコシと交換した。この任務により、彼の子孫は植民地戦争一般協会（General Society of Colonial Wars）の会員となる資格を得た。彼は、裁判所役員、税務署長、町の徴収員、陪審員、関税徴収員であり、コネチカット州の一般裁判所のためにインディアンとの取引を行った。1660年には、植民地の住民の中で唯一ワインや酒の販売を許された。
1639年、アダムスは植民地の治安官（constableまたはcunstable）であり、公式の「インズキーパー（Innskeeper、インの主人）」であった。ハートフォードにあったジェレミーのインは、植民地の立法機関、一般裁判所の会合、およびその他の公的な目的のための会合場所として使用された。この宿は「植民地の偉い人たちが皆、頻繁に利用した」と言われている。このような会合の中で、おそらく西洋で最初の成文憲法である有名な「コネティカット基本法（Fundamental Orders of Connecticut）」（1639年）が作成されたと推測される。この憲法は、後にチャーター・オーク（Charter Oak）の中に隠されることとなった。
1683年死去。所有していた土地の一部には現在ハーバード大学の建物が建っており、他の部分もトリニティ・カレッジのキャンパスの一部となっている。

## その他
いずれもジェレミー・アダムスにちなんで名づけられた、ジェレミーズ・バック（Jeremy's Back）と名付けられた尾根とジェレミー・リバー（Jeremy River）と呼ばれる川がコルチェスター近郊にある。彼の名前は、First Church of Christ and the Ancient Burying Groundにあるハートフォードのフォンダーズ・モニュメント（Founders Monument of Hartford）に刻まれている。